# Martine Fournier
Pour les articles homonymes, voir Fournier.
Martine Fournier, née le 29 juin 1965 à Menin est une femme politique belge flamande, membre du CD&V.
Elle est diplômée en sciences humaines et fut indépendante.

## Fonctions politiques
- Échevine à Menin depuis 2007
- députée au Parlement flamand depuis le 4 juillet 2007
- Bourgmestre de Menin depuis 2013